# Eurocoelotes karlinskii
Eurocoelotes karlinskii là một loài nhện trong họ Amaurobiidae.
Loài này thuộc chi Eurocoelotes. Eurocoelotes karlinskii được Wladislaus Kulczynski miêu tả năm 1906.